# Vòng loại Cúp bóng đá châu Phi 2025 (Bảng I)
Bảng I của Vòng loại Cúp bóng đá châu Phi 2025 là một trong mười hai bảng đấu sẽ quyết định đội nào đủ điều kiện tham dự vòng chung kết Cúp bóng đá châu Phi 2025 diễn ra tại Maroc. Bảng I bao gồm 4 đội tuyển: Mali, Mozambique, Guinea-Bissau và Eswatini.
Các đội tuyển sẽ thi đấu với nhau theo thể thức vòng tròn một lượt (sân nhà – sân khách), các trận đấu diễn ra từ tháng 9 đến tháng 11 năm 2024.

## Bảng xếp hạng
| VT | Đội          | ST | T | H | B | BT | BB | HS  | Đ  | Giành quyền tham dự |     |     |     |     |     |
| -- | ------------ | -- | - | - | - | -- | -- | --- | -- | ------------------- | --- | --- | --- | --- | --- |
| 1  | Mali         | 6  | 4 | 2 | 0 | 10 | 1  | +9  | 14 | Vòng chung kết      |     | —   | 1–1 | 1–0 | 6–0 |
| 2  | Mozambique   | 6  | 3 | 2 | 1 | 9  | 5  | +4  | 11 | Vòng chung kết      |     | 0–1 | —   | 2–1 | 1–1 |
| 3  | Guiné-Bissau | 6  | 1 | 2 | 3 | 4  | 6  | −2  | 5  |                     |     | 0–0 | 1–2 | —   | 1–0 |
| 4  | Eswatini     | 6  | 0 | 2 | 4 | 2  | 13 | −11 | 2  |                     | 0–1 | 0–3 | 1–1 | —   |     |

## Các trận đấu
| Guiné-Bissau | 1–0      | Eswatini |
| ------------ | -------- | -------- |
| - Burá 14'   | Chi tiết |          |

| Mali           | 1–1      | Mozambique   |
| -------------- | -------- | ------------ |
| - Bissouma 52' | Chi tiết | - Catamo 37' |

| Eswatini | 0–1      | Mali          |
| -------- | -------- | ------------- |
|          | Chi tiết | - Bissouma 7' |

| Mozambique             | 2–1      | Guiné-Bissau     |
| ---------------------- | -------- | ---------------- |
| - Guima 5' - Elias 73' | Chi tiết | - Mam. Baldé 24' |

| Mozambique   | 1–1      | Eswatini     |
| ------------ | -------- | ------------ |
| - Ratifo 73' | Chi tiết | - Mavuso 80' |

| Mali      | 1–0      | Guiné-Bissau |
| --------- | -------- | ------------ |
| Touré 62' | Chi tiết |              |

| Eswatini | 0–3      | Mozambique                                |
| -------- | -------- | ----------------------------------------- |
|          | Chi tiết | - Domingues 11' - Ratifo 41' - Catamo 59' |

| Guiné-Bissau | 0–0      | Mali |
| ------------ | -------- | ---- |
|              | Chi tiết |      |

| Eswatini       | 1–1      | Guiné-Bissau |
| -------------- | -------- | ------------ |
| - Mkhontfo 81' | Chi tiết | - Mané 87'   |

| Mozambique | 0–1      | Mali          |
| ---------- | -------- | ------------- |
|            | Chi tiết | - Doumbia 19' |

| Mali                                               | 6–0      | Eswatini |
| -------------------------------------------------- | -------- | -------- |
| - Touré 7' - Nene 17', 23', 76' - Doumbia 42', 89' | Chi tiết |          |

| Guiné-Bissau | 1–2      | Mozambique              |
| ------------ | -------- | ----------------------- |
| - Beto 42'   | Chi tiết | - Langa 9' - Ratifo 52' |

## Cầu thủ ghi bàn
Đã có 25 bàn thắng ghi được trong 12 trận đấu, trung bình 2.08 bàn thắng mỗi trận đấu.
3 bàn thắng
- Kamory Doumbia
- Dorgeles Nene
- Stanley Ratifo

2 bàn thắng
- Yves Bissouma
- El Bilal Touré
- Geny Catamo

1 bàn thắng
- Thubelihle Mavuso
- Lindo Mkhonta
- Mama Baldé
- Beto
- Burá
- Carlos Mané
- Domingues
- Elias
- Guima
- Bruno Langa